# IC 1706/1
IC 1706/1 је галаксија у сазвијежђу Рибе која се налази на листи објеката дубоког неба у Индекс каталогу.
Деклинација објекта је + 14° 49' 9" а ректасцензија 1h 27m 30,8s. Привидна величина (магнитуда) објекта IC 1706 износи 15,0 а фотографска магнитуда 16,0. IC 17061 је још познат и под ознакама CGCG 436-57, PGC 5433.